# Krog (film, 2000)
Krog (perzijsko دایره, latinizirano: Dayereh) je iranski dramski film iz leta 2000, ki ga je režiral in produciral Jafar Panahi po scenariju Kambuzie Partovija. Film nima osrednjega protagonista, ampak je sestavljen iz zaporedja kratkih in med seboj povezanih zgodb, ki prikazuje vsakdanje izzive za ženske v Iranu. Vsaka od zgodb se prepleta z drugimi, toda nobena ni prikazana v celoti, zato sta ozadje in konec prepuščena gledalcu. Večina igralcev je amaterskih, profesionalni igralki sta le Fereshteh Sadre Orafaee kot Pari in Fatemeh Naghavi kot mati, ki zapusti hčerko. Panahi se vseskozi osredotoča na majhna pravila, ki simbolizirajo težave v življenju Irank, kot sta obvezno nošenje čadorja in prepoved samostojnega potovanja. Zaradi kritične vsebine je film v Iranu prepovedan.
Premierno je bil prikazan 5. septembra 2000 na Beneškem filmskem festivalu, kjer je osvojil glavno nagrado zlati lev, dva dni za tem v italijanskih kinematografih, 12. aprila 2001 pa še v švicarskih. Ameriški National Board of Review mu je podelil nagrado za svobodo govora, na Mednarodnem filmskem festivalu San Sebastián je prejel nagrado Mednarodnega združenja filmskih kritikov za najboljši film, na Urugvajskem mednarodnem filmskem festivalu pa nagrado za najboljši film, nagrado občinstva, nagrado kritikov in posebno omembo OCIC. Nominiran je bil za nagrado za najboljši tujejezični film Nacionalnega združenja filmskih kritikov, najboljši film na Filmskem festivalu Farskih otokov, nagrado Bodil za najboljši neameriški film in nagrado Chlotrudis za najboljši film.

## Vloge
- Nargess Mamizadeh kot Nargess
- Maryiam Parvin Almani kot Arezou
- Mojgan Faramarzi kot prostitutka
- Elham Saboktakin kot med. sestra
- Monir Arab kot prodajalec vstopnic
- Solmaz Panahi kot Solmaz
- Fereshteh Sadre Orafaee kot Pari
- Fatemeh Naghavi kot mati
- Abbas Alizadeh kot Parijev oče
- Negar Ghadyani
- Liam Kimber kot Sahij
- Ataollah Moghadas kot Haji
- Khadijeh Moradi
- Maryam Shayegan kot Parveneh
- Maedeh Tahmasebi kot Maedeh